# گورستان دشت طلاآباد
گورستان دشت طلاآباد مربوط به هزاره اول پیش از میلاد است و در شهرستان کاشمر، بخش مرکزی، دهستان پایین ولایت، دو کیلومتری روستای قوژد واقع شده و این اثر در تاریخ ۲۲ مرداد ۱۳۸۴ با شمارهٔ ثبت ۱۳۱۸۷ به‌عنوان یکی از آثار ملی ایران به ثبت رسیده است.